# イーチニャ
イーチニャ（ウクライナ語: І́чня）、イチニャー（Ічня́；意訳：「水飲み場」）は、ウクライナのチェルニーヒウ州イーチニャ地区にある都市。イチェーニカ川河岸に位置する。面積は約16.16km²（2005年）。人口は16,400人（2006年）。

## 歴史

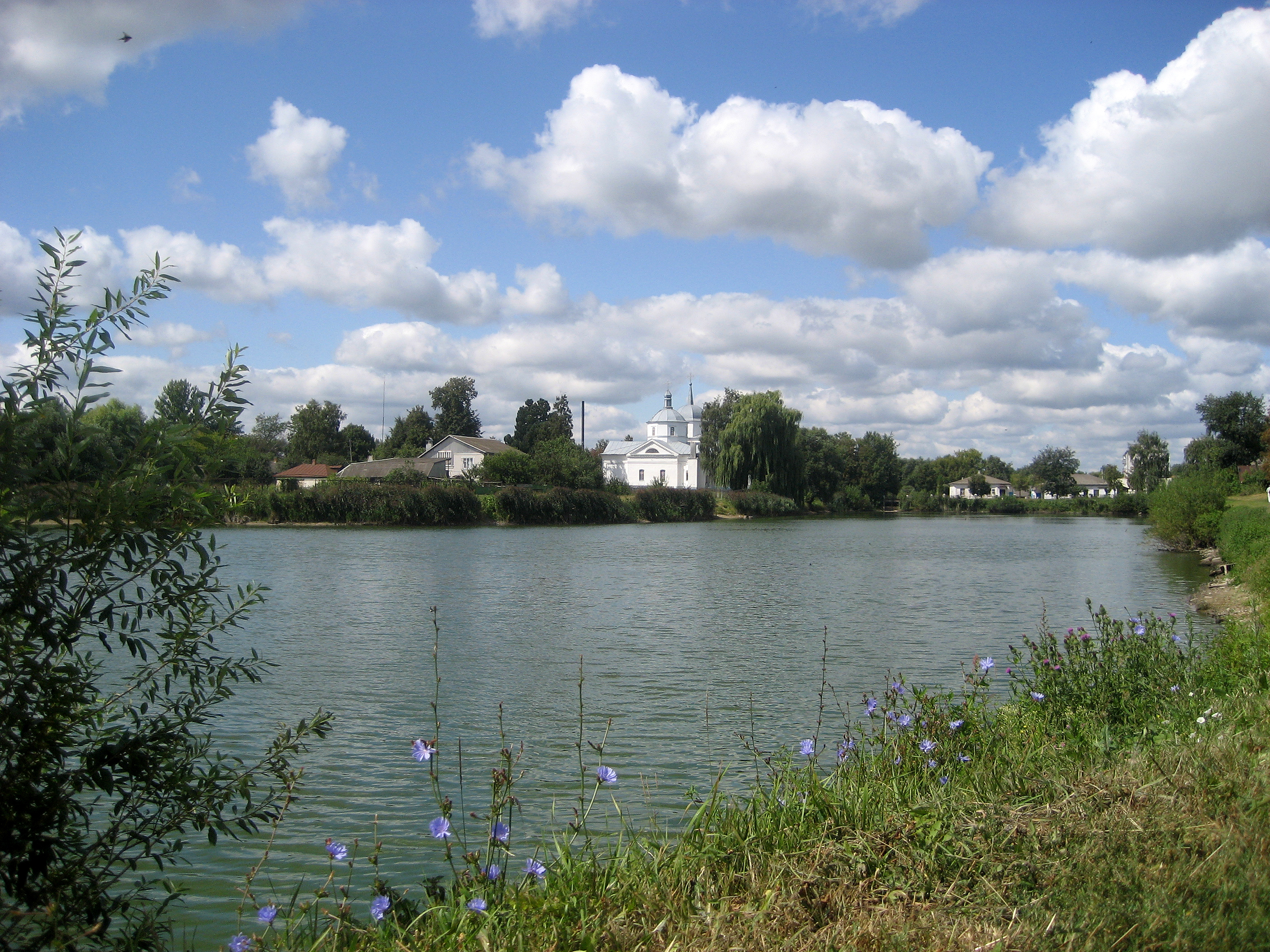
イチェーニカ川の池から見える復活聖堂（2009年8月）

イーチニャという市名はテュルク語の「水飲み場」に由来する。14世紀に集落として創建された。16世紀半ばに町となった。1590年からコスチャンティーン・ヴィシュネヴェーツィクィイ公の支配下に置かれた。1648年、フメリニツキーの乱の時、イーチニャ町人は公に反旗を翻し、コサック反乱軍に味方した。
1648年から1649年までのイーチニャはコサック国家イーチニャ連隊の連隊庁所在地であった。その後、プルィルークィ連隊イーチニャ百人隊の百人隊庁所在地となった。
18世紀にイーチニャは裕福なコサックであったハラハン家によって支配された。18世紀末から19世紀にかけて、ハラハン家の資金によって4つの教会、4つの学校、2つの酒造工場、布工場、煉瓦工場、硝酸塩工場、郵便局、図書館、病院が建てられた。
1957年に市制施行によりイーチニャ町はイーチニャ市となった。

## 経済
- イーチニャの経済基盤は農業と食料産業である。酒造工場、食材加工工場、バター造作所、脱脂粉乳製造工場などがある。

## 文化財
- 復活聖堂（17世紀）
- 救世主変容聖堂（19世紀）
- 生神女就寝聖堂（1889年）
- ムィコラーイ聖堂（1897年）

ソ連時代に、復活聖堂以外の教会は共産党によって著しい被害をうけた。